# Profitto
Il profitto (dalla lingua latina proficere: "andare oltre", "giovare") o lucro, in economia è l'utile (o "guadagno", indicato con G) che si ottiene da una certa attività economica (commerciale, finanziaria o produttiva).  

## Caratteristiche generali
Esso è la differenza tra il ricavo totale (R) derivante da un prodotto ed il suo costo totale di produzione (C):
{\displaystyle G=R-C}
Il concetto di profitto è una nozione definita in maniera non condivisa: tra contabili ed economisti vi sono, infatti, delle differenze nei metodi di calcolo. Gli economisti marxisti si riferiscono, poi, al profitto per l'imprenditore come alla differenza fra il valore del lavoro di un dipendente e la paga che il lavoratore percepisce per quel lavoro.
Il termine profittabilità si riferisce all'ammontare di profitto relativo all'ammontare di un investimento ed è spesso misurato come tasso di profitto o tasso di ritorno dell'investimento (Return on investment - ROI).

La curva di isoprofitto è utilizzata in microeconomia per indicare tutte le combinazioni di input-output in grado di realizzare un determinato profitto.

## Definizioni

### Definizioni economiche di profitto
In economia generale, si dice che un'azienda sta producendo un profitto economico quando i suoi ricavi per merci e servizi rivenduti superano i costi totali dei suoi fattori produttivi. Si dice che sta producendo un profitto contabile se i suoi ricavi contabilizzati superano i costi contabilizzati.
La differenza principale tra queste due "nature" è che la prima tiene conto dei costi impliciti e sacrificati (costi opportunità), mentre la seconda risponde alle norme contabili previste dalla legge. Gli economisti ritengono generalmente più realistico analizzare il "profitto economico".
In un caso di produzione di un singolo bene, si ha profitto economico quando il prezzo costo medio del prodotto è inferiore al prezzo ricavo del prodotto o servizio nel punto di quantità prodotta (Output) che massimizza il profitto.
In questa situazione teorica, e solo in questa, il profitto economico è pari alla quantità prodotta moltiplicata per la differenza tra il costo medio ed il prezzo medio, ossia il margine medio unitario. In queste condizioni ogni unità di prodotto in più crea lo stesso aumento di costi e ricavi, lasciando invariato il profitto (che essendo massimo non può aumentare).
In condizioni di concorrenza perfetta, tipica delle esemplificazioni accademiche, si ha la posizione di massimizzazione del profitto quando il ricavo marginale uguaglia il costo marginale. 

Tuttavia, esiste fra i produttori un interesse a colludere poiché il regime di monopolio o di oligopolio nella teoria economica garantiscono in media per tutti un ricavo e un profitto più alto di quello ottenibile con una "guerra di prezzo", fatto che poi si concretizza nella formazione di cartelli economici e di intese restrittive della concorrenza, sanzionate dal diritto antitrust.
Tutte le imprese costituiscono un investimento di coloro che controllano il capitale della stessa. Il ritorno del capitale ai proprietari in competizione è l'accounting profit e compensa il possessore per non essere stato capace di fare un uso alternativo del suo capitale. È il costo opportunità di un investimento.
Il profitto contabile supera il profitto economico.
Il profitto contabile alle volte include un elemento a riconoscimento del rischio che un investitore prende. È spesso incerto, a causa dell'informazione incompleta, non si sa se un'impresa avrà successo o no. In questi casi, gli economisti trattano il ritorno del rischio come parte del profitto contabile, come fosse un elemento del costo del capitale.
Il profitto economico non appare nella concorrenza perfetta. Una volta che il rischio è stato compensato, il profitto economico a lungo termine è quindi visto come inefficienza causata dal monopolio o come un'altra forma di fallimento del mercato.
Il profitto economico è a volte chiamato profitto eccezionale e il profitto contabile normale profitto.
Il profitto sociale delle attività di un'azienda è il profitto normale più o meno ogni esternalità dovuta alla sua attività. Un monopolio petrolifero che inquini può esibire enormi profitti, ma fare relativamente poco per l'economia e danneggiare l'ambiente. Potrebbe avere alti profitti economici, ma bassi profitti sociali.

### Definizioni contabili di profitto
Attenzione - queste definizioni sono diverse da quelle usate dagli economisti
Nel senso contabile del termine, il profitto netto (prima delle tasse) è il risultato delle vendite di un'azienda meno i costi come stipendi, affitti, carburante, materiali grezzi, interessi sui prestiti e le svalutazioni.
Il Profitto lordo è il profitto prima degli interessi e delle svalutazioni (o rivalutazioni) delle attività.
Il Profitto netto dopo le tasse è il profitto dopo il pagamento delle imposte di competenza: in Italia sono due le principali imposte, una di carattere nazionale (che per ora si chiama IRES) ed una di carattere regionale (che prende il nome di IRAP).
Il Risultato Operativo è una misura del potere di una impresa di produrre profitti dalle operazioni di gestione caratteristica (il cosiddetto Core Business, o attività principale): è pari agli utili prima della gestione finanziaria/patrimoniale e della gestione straordinaria (plusvalenze/minusvalenze) e della gestione fiscale (pagamento delle imposte).
In Contabilità il profitto economico è definito come metrica di singolo periodo per determinare il valore creato da un'impresa in un periodo - tipicamente l'anno.
Più recentemente, a causa dell'accelerazione del processo economico e di creazione del valore, le aziende modernamente organizzate utilizzano come periodo base il Trimestre detto anche con anglicismo tipico di queste imprese Quarter, ovvero quarto di anno.
Il profitto netto dopo le tasse, opportunamente depurato dal costo opportunità e dal costo del rischio specifico del settore, fornisce un costo ponderato del capitale. Quest'ultimo è all'incirca paragonabile - ma qualche economista avrebbe da puntualizzare - alla definizione economica di profitto.

### Definizioni di profitto in economia aziendale
Alcuni economisti definiscono ulteriori tipi di profitto:
- Profitto Anormale o extraprofitto: questo è dovuto ad una particolare situazione di mercato, come ad esempio una situazione di monopolio od oligopolio.
- Profitto Normale: profitto che un'impresa consegue in una "normale" situazione di concorrenza: questo profitto deve essere in grado di coprire il costo opportunità dell'investimento in un'altra qualunque attività di mercato.
- Profitto Subnormale: Profitto inferiore alla media del settore (o addirittura perdita). Si hanno diversi casi di sviluppo di questa situazione, tra cui:

1. L'azienda in perdita costante fallisce (ed esce dal settore)
2. L'azienda modifica il proprio posizionamento nel settore individuando una nicchia in cui è ancora competitiva ed in grado di generare profitti normali
3. L'azienda esce dal settore originario ed entra in uno nuovo che meglio si confà alla propria struttura (conseguendo i profitti normali del nuovo settore).

Il Profitto Ottimale invece non ha un riferimento nella situazione microeconomica del mercato in cui opera l'azienda.
Costituisce il "giusto ammontare" del profitto ottenibile dalla corretta allocazione delle risorse interne di cui dispone l'impresa.
Questa definizione tiene conto della strategia di marketing, del posizionamento sul mercato, (posizione di mercato), e di altri metodi per incrementare il ritorno dell'investimento al di sopra del tasso medio del mercato competitivo.
I principali sono: 
1. Vantaggio di costo (costo del lavoro, costo di acquisizione delle materie prime)
2. Elusione fiscale (riduzione degli oneri tributari grazie a delocalizzazioni in paesi a differente carico fiscale, spesso prerogativa delle Multinazionali.
3. Innovazione di prodotto e conseguente monopolio di prodotto (temporaneo, sinché i follower non raggiungono lo stesso livello tecnologico)
4. Innovazione di processo
5. Apertura a nuovi mercati di sbocco.

Va da sé che se il mercato vede l'ingresso di un'impresa "meglio gestita" avrà un aumento medio del tasso di rendimento, che farà figurare aziende che si trovavano precedentemente sul mercato "meno competitive". Nel lungo periodo questo porterà alcune imprese ad uscire dal settore per entrare in altri che consentono un maggior tasso di rendimento a parità di fattori competitivi disponibili (i cosiddetti FCS, o Fattori critici di sviluppo, peculiari di un certo settore).

### Definizioni giuridico-economiche di profitto
Il nostro ordinamento non ci offre una definizione unitaria di profitto, in quanto questo termine si ritrova in diverse norme, disseminate nelle varie leggi dello Stato, partendo dal diritto penale (disciplina, in cui si richiede spesso che per la perfezione di alcuni reati ci sia lo scopo o il conseguimento di un profitto), per proseguire con il diritto civile (dove si introducono le diverse nozioni di frutto, di utile, di arricchimento, di bene futuro, di profitto, di bilancio e di vantaggio patrimoniale), per concludere con il diritto tributario (dove viene creata la figura giuridica di reddito), il tutto -appunto- senza che vi sia una norma generale di raccordo. 
E così, sintetizzando al massimo, per profitto, dal punto di vista e giuridico-economico, si potrà intendere ogni entrata o vantaggio economico, che debba derivare ad un dato soggetto, in forza di un rapporto giuridico o di un fatto naturale o di un mero comportamento umano, che sia preso in considerazione prima del suo venire in essere.
In pratica, il profitto ha un rilievo autonomo, rispetto alla proprietà, proprio da un punto di vista temporale, ossia per tutto il tempo che precede la sua nascita materiale. In estrema sintesi, infatti, ogni bene che sia in corso di formazione (come, ad esempio, i prodotti della natura o come i guadagni di una società), farà parte del diritto di proprietà, solo quando sarà venuto ad esistenza. Ma, prima di allora, quando si troverà in fase di maturazione, avrà comunque un proprio rilievo autonomo e lo distingueremo dalla proprietà, proprio attraverso la nozione di profitto. Un concetto che, in tal modo, diventerà importantissimo, perché senza di esso i beni “in costruzione” rimarrebbero senza nome e senza cittadinanza giuridica.
Con questa definizione, dunque, il profitto, (in senso giuridico-economico), verrà a coincidere, con il concetto di bene futuro, un'entità in cui rientrano:
1. Le cose che in genere non sono ancora in natura, come i frutti della terra o come gli animali nascituri;
2. Le cose già esistenti, non ancora occupate, ma suscettibili di occupazione, come gli animali da catturare;
3. I prodotti non ancora formati nella loro individualità economica, come i manufatti industriali o artigianali;
4. I vantaggi i guadagni e le prestazioni che comunque derivano ad un altro soggetto in forza di fatalità o di attività di lavoro.

Ora, il profitto-bene-futuro, potrà essere oggetto di contratto e di trasferimento (articolo 1348 c.c. e 1472 c.c.), mentre sarà anche protetto dal nostro ordinamento, con la tutela dei mancati guadagni (art. 1223 c.c.), ragion per cui queste due facoltà (disponibilità e protezione) ci segnalano uno specifico diritto soggettivo al profitto, la cui essenza sarà per l'appunto costitutiva da una specifica protezione offerta dalla legge e da una altrettanto precisa capacità di disporre delle entità non ancora esistenti.
Esiste una consolidata dottrina giuridica della responsabilità sociale d'impresa, secondo la quale la gestione non "vive" esclusivamente per gli azionisti-soci, ma è indirizzata al bene comune di tutti i portatori di interesse (stakeholder) quali sono i lavoratori, clienti e fornitori, le organizzazioni sindacali, gli istituti di credito, la pubblica amministrazione, le comunità locali. 

Questa dottrina si è affermata negli Stati Uniti e in vari ordinamenti europei con l'introduzione della Responsabilità amministrativa delle persone giuridiche e delle associazioni per reati in ambientali, societari, contro la pubblica amministrazione o in violazione dei diritti umani; e di forme specifiche di tutela quali la class action.

### Altri tipi di profitto
Ci sono analisti che trovano utile fare correzioni al profitto economico, come l'eliminazione dell'avviamento ammortizzato o della spesa capitalizzante sul marchio, cercando di dividere il valore su molteplici periodi contabili. Il concetto di fondo fu dapprima introdotto da Schmalenbach, ma l'applicazione commerciale del concetto di profitto economico corretto fu di Stern Stewart & Co. che diedero il nome di EVA o Economic Value Added (Valore Economico Aggiunto) a questo concetto.

## Massimizzazione del profitto
Come appare logico all'interno della logica del profitto delle aziende, l'obiettivo di fondo di ciascuna impresa è la massimizzazione del profitto per gli azionisti-soci.
Esiste, tuttavia, una differenza fondamentale dell'orizzonte temporale associato a questo obbiettivo di ottimo: fra la ricerca del mero risultato di esercizio nel breve termine, e la creazione di valore economico nel lungo periodo. Un orizzonte di lungo termine (almeno 5 anni) può richiedere agli azionisti e obbligazionisti la rinuncia al dividendo annuale, uno sforzo per sottoscrivere aumenti di capitale sociale o la conversione di quote di debito in equity per vari motivi temporanei: 
- congiuntura economica negativa (PIL, occupazione, salari, debito pubblico, fiducia dei consumatori);
- crisi di settore dovuta ad una Saturazione del mercato o ad una maturità e fase finale del ciclo di vita del prodotto;
- perché l'impresa ha deciso investimenti in tecnologia di prodotto (ricerca e sviluppo) o di processo, che sono "vitali" e senza i quali un'impresa nel lungo termine è destinata ad essere espulsa dal mercato, e che tipicamente hanno una curva dei rendimenti negativa nei primi due anni (esborsi denaro concentrati all'inizio) e, generano profitto soltanto a partire dagli anni successivi, trascorso questo tempo di payback minimo inevitabile prima di raggiungere il punto di pareggio.

### Trattazione matematica
Se una azienda produce n prodotti la cui i-esima quantità si denota con {\displaystyle q_{i}} per i=1...n, allora indicando 
con {\displaystyle \langle R\rangle _{i}} prezzo unitario del prodotto i-esimo, 
con {\displaystyle \langle C\rangle _{i}} costo unitario del prodotto i-esimo 
si ha che il profitto unitario {\displaystyle \langle P\rangle _{i}} del prodotto i-esimo è dato da {\displaystyle \langle R\rangle _{i}-\langle C\rangle _{i}} .
Pertanto risulta che il profitto complessivo dell'azienda è proporzionale alla differenza fra prezzo e costo marginale in base alla quantità di merce:
{\displaystyle \ P=\sum _{i}q_{i}\langle P\rangle _{i}=\sum _{i}q_{i}(\langle R\rangle _{i}-\langle C\rangle _{i})}
È necessario trovare le quantità {\displaystyle q_{i}\geq 0} che bisogna produrre di ciascun prodotto per ottenere il massimo profitto con dei vincoli da rispettare. 
Ci possono essere vincoli riguardanti la massima quantità complessiva di beni che si possono produrre che si esprimono con disequazioni del tipo:
{\displaystyle \ \alpha _{1}q_{1}+\alpha _{2}q_{2}+...+\alpha _{n}q_{n}\leq q}
Ci possono essere vincoli legati alla massima quantità di beni che si possono produrre in base alle risorse disponibili che saranno del tipo:
{\displaystyle \ \beta _{1}q_{1}+\beta _{2}q_{2}+...+\beta _{n}q_{n}\leq q_{max}}
Ci possono essere vincoli legati alla domanda di ciascun bene del tipo:
{\displaystyle \ q_{i}\leq d_{i}}
A ciò si aggiungono vincoli standard di controllo, comuni a un certo tipo di attività o previsti per legge, ad esempio sul costo del lavoro per singola persona: salario minimo orario, turni di riposo obbligatori ovvero "tetto" massimo al monte ore lavorate, giornaliero e settimanale.
Ed altri vincoli relativi alle caratteristiche tecniche, produttive e organizzative dell'azienda.
Per risolvere quindi il problema della massimizzazione del profitto complessivo di un'azienda dato dalla funzione P a n variabili, con un insieme di vincoli si utilizza l'Algoritmo del simplesso della Programmazione lineare che si studia in Ricerca operativa.
Ad esempio supponiamo che vi sia un'azienda dove si producono 4 prodotti e si sa che: 
i profitti unitari dei 4 prodotti sono: 2,3,4,1 e ciò implica che il profitto complessivo che si vuole massimizzare è:
{\displaystyle P=2q_{1}+3q_{2}+4q_{3}+q_{4}}
la capacità produttiva dell'azienda è di 8000 unità mensili e ciò implica
{\displaystyle q_{1}+q_{2}+q_{3}+q_{4}\leq 8000} che si può scrivere come {\displaystyle q_{1}+q_{2}+q_{3}+q_{4}+q_{5}=8000} con {\displaystyle q_{5}\geq 0}
le domande previste per ciascun bene sono:
{\displaystyle q_{1}\leq 3000} che si può scrivere come {\displaystyle q_{1}+q_{6}=3000} con {\displaystyle q_{6}\geq 0}
{\displaystyle q_{2}\leq 2000} che si può scrivere come {\displaystyle q_{2}+q_{7}=2000} con {\displaystyle q_{7}\geq 0}
{\displaystyle q_{3}\leq 1000} che si può scrivere come {\displaystyle q_{3}+q_{8}=1000} con {\displaystyle q_{8}\geq 0}
{\displaystyle q_{4}\leq 1500} che si può scrivere come {\displaystyle q_{4}+q_{9}=3000} con {\displaystyle q_{9}\geq 0}
Implementando l'algoritmo si ricava che il profitto raggiunge il valore massimo di 7500 con i vincoli dati per {\displaystyle q_{1}=3000,q_{2}=2000,q_{3}=1000,q_{4}=1500,q_{5}=500} in particolare il valore {\displaystyle q_{5}=500} implica la possibilità di produrre 500 unità di un nuovo prodotto in modo da portare la produzione dell'azienda a 8000 unità come previsto dal vincolo della capacità produttiva.

### Risolutori informatici open source
I principali software open source che possono essere utilizzati per la massimizzazione del profitto tramite  programmazione lineare sono:
wxMaxima e  Octave.
Per esempio se un'azienda produce tavoli e mobiletti che intende vendere al prezzo rispettivamente di 400€ e  200€. Per produrli occorrono 6 unità di legno, 2 ore/lavoratore e 100 minuti di tempo-macchina per i tavoli e 10 unità di legno, 4 ore/lavoratore e 40 minuti di tempo-macchina per i mobiletti. A disposizione l'azienda possiede giornalmente 4000 unità di legno, 250 lavoratori per 8 ore al giorno cioè 2000 ore/lavoratore e 50 macchine che funzionano per 16 ore giornaliere cioè 48000 ore/macchina. Pertanto il modello da analizzare è il seguente :
{\displaystyle \operatorname {massimizza} \left(200y+400x\right)}
{\displaystyle 10y+6x<=4000}
{\displaystyle 4y+2x<=2000}
{\displaystyle 40y+100x<=48000}
Usando wxMaxima per effettuare il calcolo si ottiene:
```
load
(
"simplex"
)
$
;

maximize_lp
(
400
*
x
+
200
*
y
,[
6
*
x
+
10
*
y
<=
4000
,
2
*
x
+
4
*
y
<=
2000
,
100
*
x
+
40
*
y
<=
48000
],
nonnegative_lp
=
true
);

[
197.894
,[
y
=
147
,
x
=
421
]]

```

cioè l'azienda ottiene un profitto massimo giornaliero di 197.894€ producendo 147 mobiletti e 421 tavoli.